# Atletismo nos Jogos Pan-Americanos de 2003 - Salto triplo feminino
A prova do salto triplo feminino nos Jogos Pan-Americanos de 2003 foi realizada em 8 de agosto de 2003. 

## Calendário
| Data        | Fase  |
| ----------- | ----- |
| 8 de agosto | Final |

## Medalhistas
| Ouro   | CUB Mabel Gay     |
| Prata  | USA Yuliana Pérez |
| Bronze | CUB Yusmay Bicet  |

## Recordes
Recordes mundial e pan-americano antes da disputa dos Jogos Pan-Americanos de 2003.
| Tipo                             | Atleta         | Tempo   | Local      | Data                 |
| -------------------------------- | -------------- | ------- | ---------- | -------------------- |
|                                  | Inessa Kravets | 15.50 m | Gotemburgo | 10 de agosto de 1995 |
| Recorde dos Jogos Pan-Americanos | Yamilé Aldama  | 14.77m  | Winnipeg   | 28 de julho de 1999  |

## Resultados
| Posição | Atleta              | Tentativas | Tentativas | Tentativas | Tentativas | Tentativas | Tentativas | Final     |
| Posição | Atleta              | 1          | 2          | 3          | 4          | 5          | 6          | Resultado |
| ------- | ------------------- | ---------- | ---------- | ---------- | ---------- | ---------- | ---------- | --------- |
| 1       | CUB Mabel Gay       | 14.30      | 13.86      | X          | 14.10      | 14.42      | -          | 14.42 m   |
| 2       | USA Yuliana Pérez   | X          | X          | 13.72      | 13.55      | 13.74      | 13.99      | 13.99 m   |
| 3       | CUB Yusmay Bicet    | 13.47      | 13.90      | X          | X          | 13.47      | X          | 13.90 m   |
| 4       | JAM Suzette Lee     | 13.83      | 13.75      | 13.57      | X          | 13.83      | X          | 13.83 m   |
| 5       | USA Tiombe Hurd     | 13.02      | 13.52      | X          | 13.35      | 13.68      | 13.59      | 13.68 m   |
| 6       | DOM María Espencer  | 13.45      | 13.51      | 13.66      | 13.64      | 13.32      | X          | 13.66     |
| 7       | JAM Colleen Scott   | 13.17      | 13.63      | 13.31      | 13.45      | X          | 13.17      | 13.63 m   |
| 8       | GUA María José Paiz | 13.09      | 12.60      | X          | 12.97      | X          | X          | 13.09     |
|         |                     |            |            |            |            |            |            |           |
| 9       | URU Mónica Falcioni | 12.82      | 13.01      | 13.02      |            |            |            | 13.02 m   |
| 10      | BOL Daisy Ugarte    | 12.30      | 11.83      | 11.65      |            |            |            | 12.30 m   |